# Millettia klainei
Millettia klainei är en ärtväxtart som beskrevs av Stephen Troyte Dunn. Millettia klainei ingår i släktet Millettia och familjen ärtväxter. Inga underarter finns listade i Catalogue of Life.